# Suzy Depsy
Suzy Depsy (née Suzanne Chevalier) est une actrice française, qui fut condamnée en 1918 pour espionnage au profit de l'Allemagne.

## Biographie
« Étoile de guerre », selon les mots d'un auteur, elle se maria le 26 août 1913 avec Émile Guillier (qui fut manager du boxeur américain Sam McVey et du jeune Louis de Ponthieu), avec qui elle faisait « appartement à part »  dans l'immeuble de l'avenue Charles-Floquet, où chacun avait un étage, et où se donnaient de nombreuses fêtes, même pendant la guerre.
Elle fut arrêtée, avec son époux, pour intelligence avec l'ennemi en 1918 : on l'accusait, entre autres, de recevoir des aviateurs américains et anglais chez elle et, sous le prétexte de leur envoyer des colis, elle leur demandait de lui montrer sur une carte où ils étaient stationnés. Son mari fut également arrêté pour espionnage. Le réseau comprenait :  Henri Jay (parfois orthographié "Henri Geay"), antiquaire à Dijon ; Marcel Tremblez, coulissier à Paris ; Louis Brodier, comptable à Paris ; Emile Guillier, orthopédiste à Paris. Elle fut finalement condamnée à 10 mois de prison avec suris tandis que son époux Émile Guillier fut condamné à 18 mois de prison ferme.
Au théâtre, « c'est à la Renaissance, dans Les Roses Rouges, de Romain Coolus, que cette artiste assez médiocre aborda, pour la première fois, la scène. Au même théâtre, elle remplit un rôle dans l'Occident, puis elle passa aux Variétés, où elle parut dans Les Merveilleuses et plus récemment dans Moune. On la vit aussi à la Cigale, puis au Gymnase, où elle joua le rôle de la commère dans la revue À la Française, de Bayer ».

## Galerie

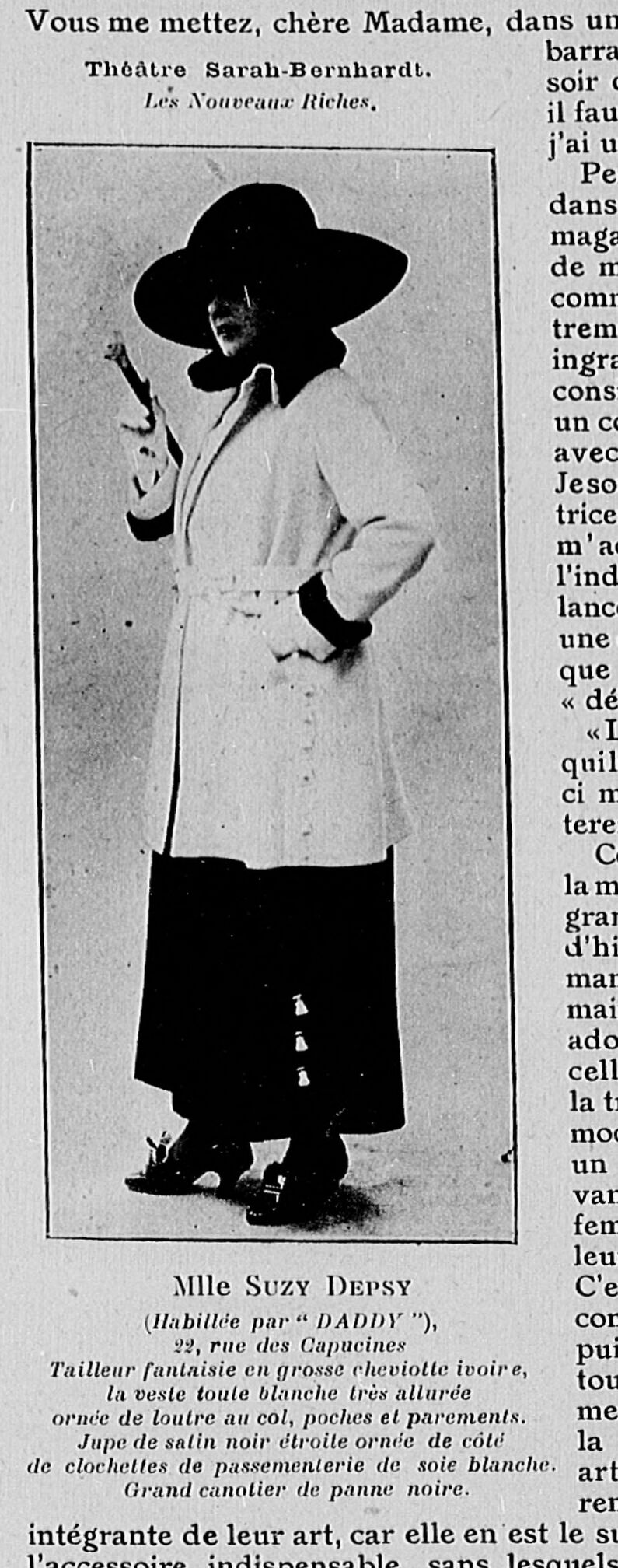
Suzy Depsy dans La Rampe, le 8 novembre 1917
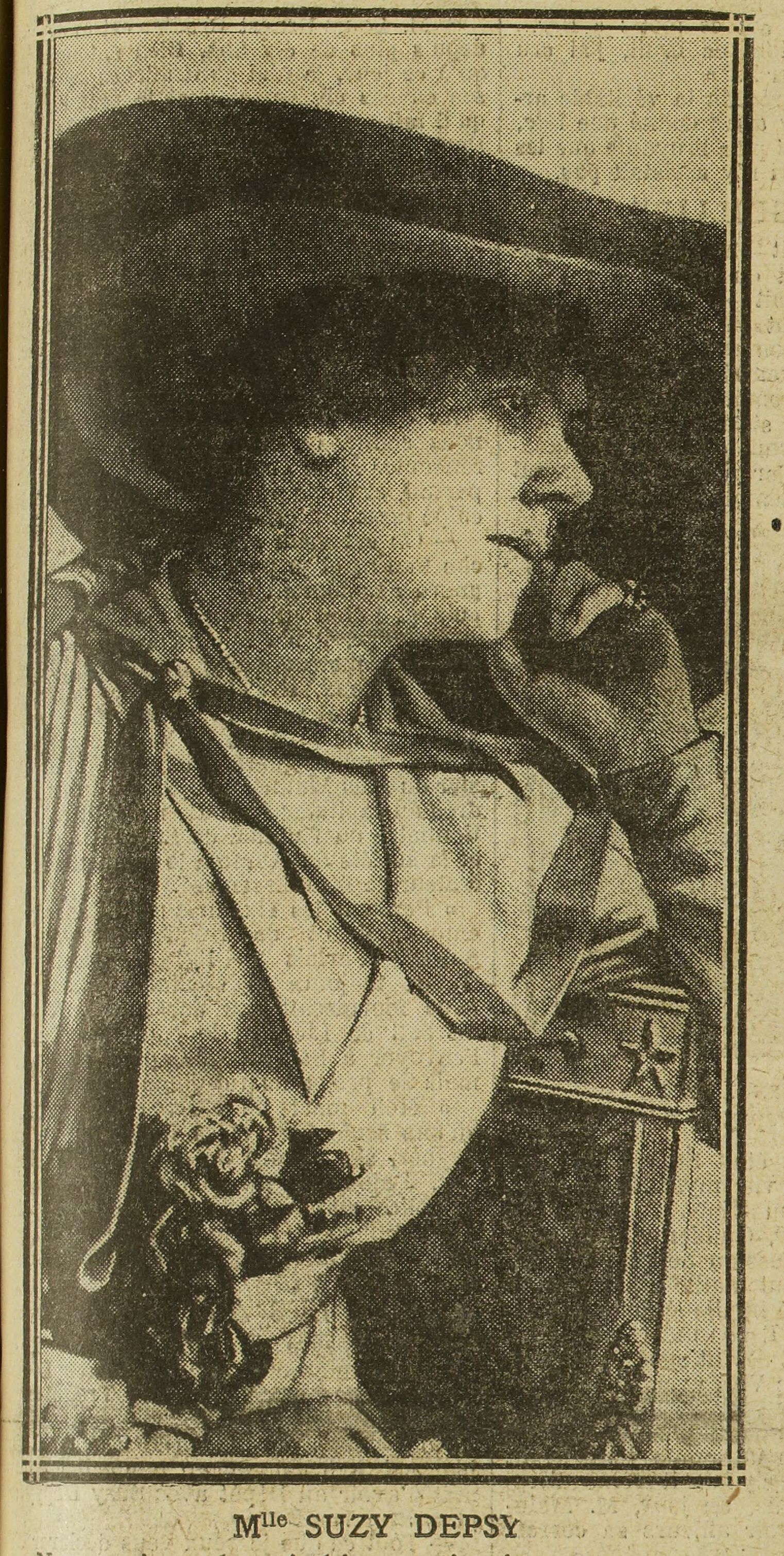
Photo parue dans Excelsior, le 2 mars 1918
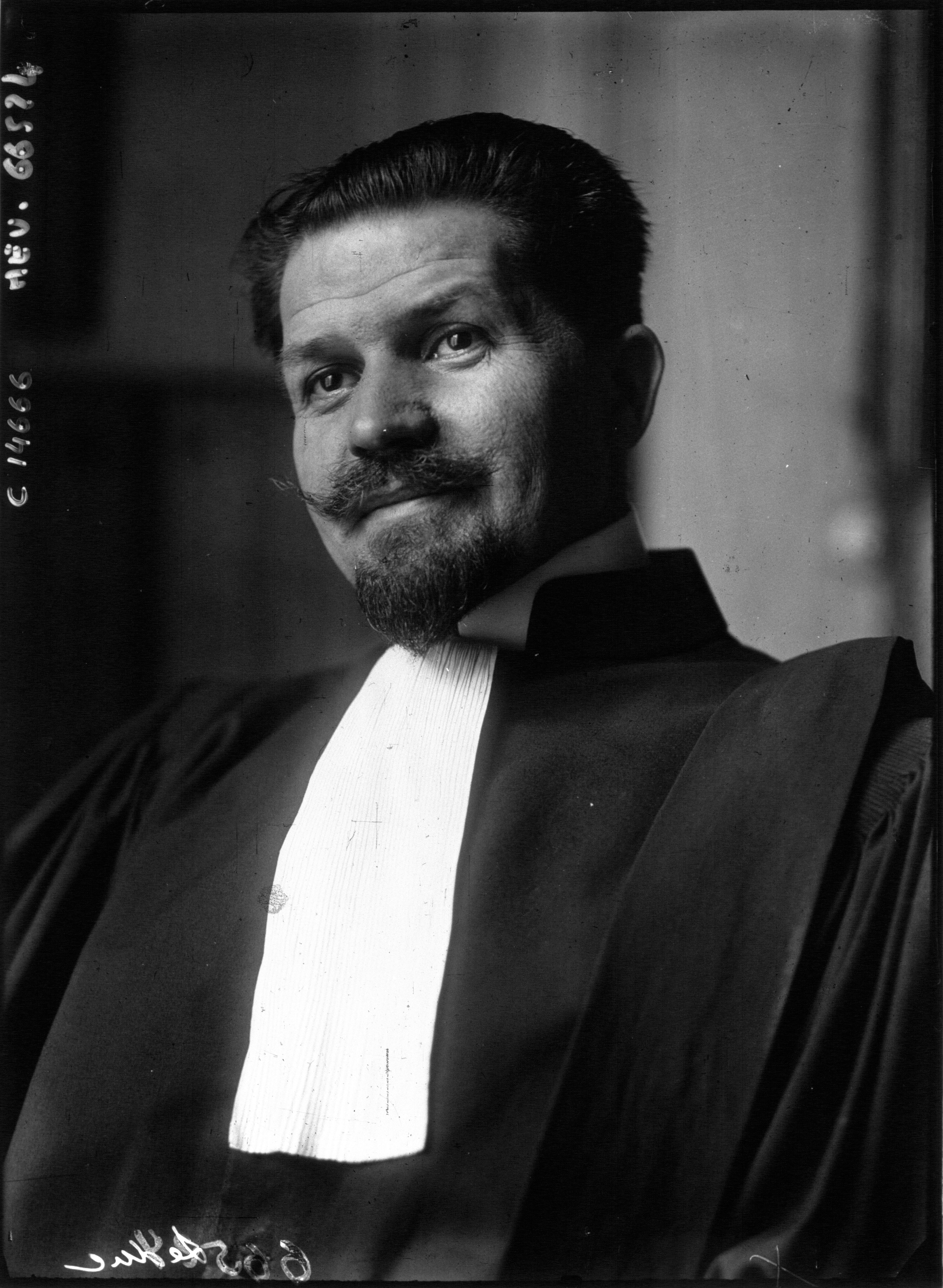
Lucien Leduc, « avocat des boxeurs » et de Suzy Depsy. Agence Meurisse, 9 mars 1918

## Filmographie sélective
- 1912 : La Malle au mariage de Max Linder
- 1912 : Une idylle à la ferme de Max Linder
- 1912 : Oh les femmes ! de Max Linder
- 1917 : Chouchou de Henri Desfontaines
- 1917 : Le Geste de Georges Denola
- 1917 : L'Arriviste de Gaston Leprieur